# Difusión gaseosa
La difusión gaseosa es la dispersión gradual de un gas en el seno de otro; de este modo las moléculas de una sustancia se esparcen por la región ocupada por otras moléculas, colisionando y moviéndose aleatoriamente. Este es un proceso muy rápido, y no es necesario un cuerpo por el que difundirse, ya que se difunde también por el vacío. La efusión es la fuga de un gas hacia el vacío por medio de un pequeño orificio o de una membrana porosa, debido a que las moléculas del gas colisionan con más frecuencia con el poro donde la presión es más alta. De este modo, hay más moléculas que pasan de la zona de alta presión a la de baja que al contrario.
En 1860, el químico escocés Thomas Graham demostró que la velocidad de efusión y difusión de los gases es inversamente proporcional a la raíz cuadrada de su masa molar.
{\displaystyle v\propto {\sqrt {\frac {1}{M_{\rm {molar}}}}}}
De esta ley se deduce que si la velocidad de efusión o difusión es inversamente proporcional al tiempo que tarda en escapar una determinada cantidad de gas, implica necesariamente que el tiempo de efusión necesario para la efusión de un cierto número de moles de moléculas es directamente proporcional a la raíz cuadrada de la masa molar.
{\displaystyle t\propto {\sqrt {M_{\rm {molar}}}}}

## Aplicaciones
La difusión gaseosa fue una de las varias tecnologías para la separación de isótopos de uranio desarrolladas por parte del Proyecto Manhattan para producir uranio enriquecido forzando que el hexafluoruro de uranio (único compuesto del uranio gaseoso) atraviese membranas semi-permeables. Esto produce una ligerísima separación entre las moléculas que contienen uranio-235 y uranio-238. Mediante el uso de una gran cascada de muchos pasos, se pueden conseguir grandes separaciones. Actualmente ha quedado obsoleta ante la nueva tecnología de centrifugadoras de gas, que requiere mucha menos energía para conseguir la misma separación.
De las varias tecnologías de separación últimamente utilizadas por el Proyecto Manhattan, la de difusión gaseosa fue probablemente la más significativa. Los edificios de proceso construidos para las cascadas fueron en su momento los más grandes jamás construidos. La preparación de la materia a tratar, el hexafluoruro de uranio (conocido en el mercado como hex ) fue la primera aplicación para la fluorine producida comercialmente, y los problemas generados por el manejo tanto de la fluorina como del hex como gases corrosivos fueron significativos.
Se construyeron grandes plantas de difusión gaseosa en los Estados Unidos, la Unión Soviética (incluyendo una planta que ahora pertenece a Kazajistán), el Reino Unido, Francia y China. La mayoría de ellas ahora están cerradas o en espera de serlo, incapaces de competir económicamente con las nuevas técnicas de enriquecimiento. No obstante, alguna de la tecnología utilizada en bombas y membranas sigue siendo secreta, y algunos de los materiales utilizados continúan sujetos a controles de exportación como una parte del esfuerzo continuo para controlar la proliferación nuclear.